# Krzysztof Janik
Krzysztof Jan Janik (ur. 11 czerwca 1950 w Kielcach) – polski polityk, politolog, przewodniczący partii SLD w 2004, były minister spraw wewnętrznych i administracji, w latach 1993–2005 poseł na Sejm II, III i IV kadencji.

## Życiorys
W 1971 ukończył studia na Wydziale Prawa Uniwersytetu Jagiellońskiego w Krakowie, w 1974 studia podyplomowe na Akademii Ekonomicznej w Krakowie, a w 1976 doktoryzował się na Wydziale Nauk Politycznych Uniwersytetu Śląskiego w Katowicach (na podstawie pracy doktorskiej zatytułowanej Związek Młodzieży Wiejskiej w województwie krakowskim). Od 1975 do 1981 pracował jako asystent, a następnie adiunkt na Wydziale Nauk Politycznych Uniwersytetu Śląskiego.
Od 1965 do 1976 działał w Związku Młodzieży Wiejskiej, w latach 1971–1975 pełnił funkcję sekretarza Zarządu Wojewódzkiego ZMW w Krakowie. Od 1976 do 1986 był działaczem Związku Socjalistycznej Młodzieży Polskiej, w latach 1981–1986 zasiadł w Zarządzie Głównym jako sekretarz i zastępca przewodniczącego. Od 1968 do rozwiązania należał do Polskiej Zjednoczonej Partii Robotniczej. Od 1986 był etatowym kierownikiem zespołu inteligencji KC PZPR.
W styczniu 1990 został jednym z członków założycieli Socjaldemokracji RP. Od 1997 do 1999 pełnił funkcję sekretarza generalnego tej partii. W 1999 przystąpił do Sojuszu Lewicy Demokratycznej, do 2002 był sekretarzem generalnym również tego ugrupowania. W lutym 2002 został wybrany na wiceprzewodniczącego partii. W 1993, 1997 i 2001 uzyskiwał mandat poselski z ramienia SLD (w 2001 z okręgu tarnowskiego). W Sejmie II kadencji był zastępcą przewodniczącego Komisji Sprawiedliwości, a w Sejmie III kadencji zastępcą przewodniczącego Komisji Samorządu Terytorialnego i Polityki Regionalnej.
W latach 1996–1997 był podsekretarzem stanu w Kancelarii Prezydenta RP, zajmował się sprawami samorządowymi. Kierował kampanią samorządową SLD w trakcie wyborów samorządowych w 1998. 19 października 2001 został ministrem spraw wewnętrznych i administracji w rządzie Leszka Millera. Podał się do dymisji 21 stycznia 2004. 6 marca tego samego roku został przewodniczącym SLD, ale 18 grudnia przegrał wybory na przewodniczącego SLD z Józefem Oleksym.
W 2005 i 2007 bez powodzenia kandydował w wyborach parlamentarnych. W 2005 został adiunktem w Krakowskiej Akademii im. Andrzeja Frycza Modrzewskiego. Objął również funkcję wicedyrektora Instytutu Bezpieczeństwa Krajowego przy Wyższej Szkole Zarządzania Personelem w Warszawie (przemianowanej później na Uczelnia Łukaszewski w Warszawie). W 2024 został rektorem tej uczelni.
We wrześniu 2015 prokurator Prokuratury Apelacyjnej w Katowicach przedstawił mu zarzuty przyjęcia korzyści majątkowych w zamian za rzekome obietnice załatwienia umorzenia postępowań skarbowych i zaległości podatkowych. Były minister nie przyznał się do popełnienia tych czynów.